# Kerncentrale Chinon
De kerncentrale Chinon in Avoine ligt in de buurt van Chinon aan de rivier de Loire.
Het rivierwater wordt als koelwater gebruikt.
De centrale heeft drie inactieve UNGG-reactoren (Uranium Naturel Graphite Gaz) en vier drukwaterreactoren (PWR).
| reactorblok | reactortype  | vermogen | begin bouw | inbedrijfname | stillegging |
| ----------- | ------------ | -------- | ---------- | ------------- | ----------- |
| Chinon A1   | UNGG-reactor | 70 MW    | 1957       | 1964          | 1973        |
| Chinon A2   | UNGG-reactor | 180 MW   | 1959       | 1965          | 1985        |
| Chinon A3   | UNGG-reactor | 360 MW   | 1961       | 1966          | 1990        |
| Chinon B1   | PWR          | 905 MW   | 1977       | 1984          |             |
| Chinon B2   | PWR          | 905 MW   | 1977       | 1983          |             |
| Chinon B3   | PWR          | 905 MW   | 1980       | 1987          |             |
| Chinon B4   | PWR          | 905 MW   | 1981       | 1988          |             |